# César Augusto Lasso
Sargento César Augusto Lasso Monsalve (Manizales, Caldas, 1967) es un policía colombiano, secuestrado por las Fuerzas Armadas Revolucionarias de Colombia (FARC) durante la toma de Mitú, el 1 de noviembre de 1998. El sargento Lasso permanecía secuestrado por las FARC. Lasso ha sido miembro de la Policía Nacional de Colombia por cerca de 20 años, 14 de los cuales paso secuestrado por las FARC.

## Primeros años
A los 8 años, Lasso y su familia se fueron a vivir a Chinchina y luego a Santa Rosa. En Santa Rosa estudió y se graduó de bachiller. En 1988 se graduó como suboficial de la Policía Nacional de Colombia y su familia se fue a vivir a la ciudad de Cali, Valle del Cauca. Lasso es padre de tres hijos, Mónica, Daniel, y Liset.

## Toma de Mitú
El 1 de noviembre de 1998, la guerrilla de las FARC se tomó la ciudad de Mitú, en el departamento del Vaupés. Al terminar el ataque las FARC lo secuestraron y lo volvieron parte del grupo de "canjeables" junto con otros militares, policías, y políticos, que las FARC quería utilizar para intercambiar por unos 500 de sus miembros presos en cárceles de Colombia y de Estados Unidos.

## Secuestro
la familia de Lasso permaneció cerca de 6 años sin saber si estaba con vida o muerto. Tras la toma a Mitú, murieron 43 miembros de la fuerza pública, mientras que 61 fueron secuestrados, de los que liberaron 54 tiempo después. Pero siguieron en cautiverio siete, entre los cuales estaba Lasso. Lasso compartió cautiverio con el Coronel Luis Mendieta, el mayor Enrique Murillo, el teniente Javier Rodríguez, el intendente Luis Peña, el intendente John Frank Pinchao y el mayor Julián Ernesto Guevara, quien falleció estando en poder de las FARC y cuyo cuerpo no han querido devolver y como inicialmente informó Pinchao.
El 28 de noviembre de 2008 la madre de Lasso, Fabiola Monsalve, organizó una marcha a favor de la liberación de los secuestrados en Cali. La marcha partió desde la Plazoleta San Francisco hacia el CAM, donde se desarrollaron actos centrales, como un minuto de silencio por los secuestrados. También participó Patricia Nieto, esposa de Sigifredo López, el único diputado sobreviviente del secuestro de la Asamblea del Valle del Cauca.

## Liberación
El 2 de abril de 2012 el Sargento fue liberado junto con otros 10 secuestrados por las Fuerzas Armadas Revolucionarias de Colombia (FARC) recogido en Helicóptero hasta el aeropuerto de Villavicencio donde luego de encontrarse con su esposa e hijos fue trasladado a Bogotá para realizar unos exámenes médicos.